# Station Origny-en-Thiérache
Station Origny-en-Thiérache is een spoorwegstation in de Franse gemeente Origny-en-Thiérache, op de lijn La Plaine - Hirson en Anor (grensstation).
Het wordt bediend door de stoptreinen van de TER Picardie.